# Shotgun Stories
Shotgun Stories von Regisseur Jeff Nichols ist ein US-amerikanisches Filmdrama aus dem Jahr 2007, eine Rachetragödie in einer geteilten Familie. Bei seinem Erstlingswerk von einigem lokalen Kolorit fungierte Nichols auch als Drehbuchautor. In der Hauptrolle des Independentfilms ist Michael Shannon zu sehen.

## Handlung
Im südöstlichen Arkansas der Gegenwart: Son, Boy und Kid Hayes in ihren frühen Dreißigern leben in einem verschlafenen Dorf in ärmlichen Verhältnissen (irgendwo zwischen Redneck und White Trash) und hängen meistens herum „wie Strandgut“. Ihr Vater, ein Trinker und gewalttätiger Mann, war nicht einmal in der Lage, den dreien mehr als archetypische Namen zu geben. Ihre Mutter ist eine „hasserfüllte Frau“. Nachdem der Vater (nie zu sehen) sie und seine Kinder aufgegeben hatte, wandte er sich zum christlichen Glauben, blieb trocken und hat sich charakterlich vollkommen verändert, und er zeugte mit einer anderen Frau vier weitere Söhne in anständigeren Verhältnissen. Son ist mit einer ruhigen Art der älteste der Brüder. Er geht körperlich anstrengender Arbeit auf einer Fischfarm nach. Der schlaksige Son wirkt immer etwas verschlafen und ist meist mit Kaffeetasse zu sehen. Annie hat ihm gerade den Laufpass gegeben, weil er beim Black Jack zu viel Geld verjubelt. Dabei ist er einem „System“ auf der Spur und hofft auf die große Gewinnsträhne. Der langhaarige Kid lebt bei ihm im Garten in einem Campingzelt. Er spielt mit dem Gedanken, seiner Freundin Cheryl einen Antrag zu machen. Dadurch, dass Annie weg ist, kann er wieder ins Haus ziehen. Der leicht übergewichtige Boy schläft in einem Wohnmobil am See. Sein ganzes Seelenheil scheint am Zigarettenanzünder bzw. der Stromversorgung seines mobilen Heims zu hängen. Wenn er nicht daran bastelt, trainiert er mit unterprivilegierten Jugendlichen Basketball. Sonst sitzen sie auf der Veranda und trinken Bier, auf dem Bordstein oder fahren herum. Ihre vier Halbbrüder, allen voran Cleaman und Mark, sind im Vergleich dazu eine rechte Vorzeigefamilie. Die vier, mit denen sie seit Angedenk eine kaum verhohlene Fehde verbindet, sind dementsprechend einige Jahre jünger. Sie setzen derzeit einen Deere-Traktor in den Baumwollfeldern instand.
Die Mutter unterrichtet Son, und nur ihn, dass der Vater gestorben ist. Unerwartet platzen die drei auf Sons Betreiben in die Beerdigung und es kommt zum Eklat. Son unterbricht die Predigt und hält eine erbitterte Schmährede mit dem Fazit: „This was no good man“. In dem Moment, als er auf den Sarg spuckt, springen die Halbbrüder auf und greifen ihn. Zuhause fragt ihn Annie: „You think, this was a good idea?“
In Cinemascope-Bildern der dünnbesiedelten Provinz, in der kaum jemals die Sonne durch die Wolkendecke dringt, stellt der Film nun phänomenologisch exakt eine mögliche Fortschreibung der Gewaltspirale dar.
An der Waschanlage schlägt Son auf eine Provokation hin zu, ohne viel Worte zu machen. Boy weicht zurück und gilt als Feigling. In der Folge kommt es zu unumwundenen Morddrohungen. Die Situation eskaliert weiter, als Mark Boys Hund mit einer Giftschlange umbringt. Kid greift sich den Stiel einer Schaufel, sucht Mark und geht auf ihn los, und dieser stirbt an einem Schädelbasisbruch. John und Stephen rächen Mark an Ort und Stelle, und erstechen den Angreifer. Zwei der Brüder sind aus dem Leben geschieden.
Cleaman und Son begegnen sich auf den Fluren des Krankenhauses, mit Mordlust in den Augen. Cheryl und Annie treffen sich beim Einkaufen. Son sucht die altgewordene Rabenmutter beim Heckenschneiden auf und wirft ihr vor: „You raised us to hate those boys, and we do, and now it’s come to this.“ Mit allen Beteiligten kommt es zu einer üblen Schlägerei am Traktor. Son fällt ins Koma. Der grün und blau geschlagene Boy bekommt eine Halskrause. Er kauft sich eine Schrotflinte und stellt Cleaman, der gerade in seinem Garten schläft, schafft es aber nicht, abzudrücken. Man sieht die Halbbrüder am Esstisch Gewehre durchladen und sich für das unvermeidliche Massaker wappnen. Boy kommt unbewaffnet auf den Hof, wo er in drei großkalibrige Gewehrläufe blickt. Er entsagt der Gewalt und bringt sie zu einem Einsehen. Er schützt ebenfalls eine Familie, sagt Boy, nämlich seine eigene, künftige. Nach langem Zögern senken sie die Schrotflinten, und Cleaman sagt ihm, dass sie sich hier nie wieder blicken lassen sollen.
Zum Schluss sieht man Boy kurz mit seinen Jungs auf dem Basketballfeld, und dann Son und Boy wortlos Bier trinkend auf der Veranda.

## Sonstiges
Regisseur Nichols betont, dass der Film für die große Leinwand gestaltet sei, nicht für die Bildröhre. Indiewire sagte er: „Die größte Herausforderung während der Produktion war einfach Geld.“ Nichols ist selbst aus Little Rock, Arkansas und besuchte wie David Gordon Green auch die North Carolina School of the Arts.
Jeff Nichols an anderer Stelle: „Meiner Meinung nach sollten Filme von einem bestimmten Ort kommen. […] in England, Arkansas sind die Leute zwar sehr hilfsbereit, aber haben uns mehr oder minder auch ignoriert. […] Das südöstliche Arkansas ist ein Raum, der auf niedriger Flamme köchelt. Die Menschen vor dem Hintergrund der weiten Felder schieben sich so gemächlich dahin. Für mich hieß das: Bildseitenverhältnis 2,35:1“ (England, Arkansas bei 34° 33′ N, 91° 58′ W).
„Shotgun Stories“ wurde auf dem Ebertfest 2008 gezeigt.

## Kritiken
- „ein Schrotladung der unartikulierten amerikanischen Wut, gespielt mit der entwaffnend gelassenen Unausweichlichkeit einer griechischen Tragödie“, Eddie Cockrell, Variety[4]

- „schön gespielt in still intensiven Darbietungen von Michael Shannon, Douglas Ligon und Barlow Jacobs. […] Neuland betreten wir hier aber nicht“, Jeremiah Kipp, Slant[10]

- „Die Tiefe der detaillierten, subtilen Darstellungen […] kommt erst beim zweiten Anschauen an.“, Matt Zoller Seitz, The New York Times[11]

- „Shannon […] ist eine Offenbarung“, Walter Addiego, San Francisco Chronicle[12]

- „elegische Geschwindigkeit und lyrische Aufnahmen bedrückender Landschaften […] Obwohl er mit exzellenten, lebensgroßen Darstellungen aufwartet, und einen angeborenen Sinn für Atmosphäre mitbringt, mit Adam Stones poetischer Kameraarbeit und der eindringlichen Musik […] gelingt es ‚Shotgun Stories‘ nie, restlos überzeugend zu sein.“, Frank Scheck, Liberation Entertainment/International Film Circuit[13]

- „Die Figuren sind nicht bösartig oder psychotisch, sondern eigentlich ziemlich nett, wenn sie für sich sind, nur machtlos den Wunden ihrer Kindheit gegenüber.“, Roger Ebert, Ebertfest 2008[9]

- „Das Problem von Son ist, dass er nie viel Vorbild hatte […] der Film verweilt nicht auf dem Gewaltgeschehen […] es geht ja nicht um den einzelnen Gewaltakt, sondern um die Konsequenzen […] sowohl präzise regional als auch ausladend, kontemplativ und aufwühlend […] Son lamentiert auch: ‚Diese verdammte leere Stadt.‘“ (This is one empty ass town), Cynthia Fuchs, Popmatters[14]

- „Nichols glaubt an die Chance seiner Figuren und daran, dass es auch Lebensglück ohne äusserlich sichtbaren Erfolg geben kann. Den Teufelskreis von Ohnmacht, Lieblosigkeit und Gewalt durchbricht nur, wer sich dem einen Leben nicht durch Flucht in ein vermeintlich besseres entzieht. […] Nichols verlässt sich als erstaunlich selbstsicherer Erzähler auf amerikanische Landschaften und Gesichter, die kaum jemand kennt. Jeglichen Glamour, der inzwischen auch den meisten sogenannten Independent-Produktionen anhaftet, verbannt er konsequent.“, Thomas Binotto, Neue Zürcher Zeitung[6]

- „Eine Allegorie unserer Zeit, ist ‚Shotgun Stories‘ eine Tragödie biblischen Ausmaßes und ein intimes Familiendrama.“, Bill White, Seattle Post-Intelligencer[15]

- „[…Der Film] nimmt den Finger mit der gleichen innewohnenden, natürlichen Richtigkeit vom Abzug, die die Geschichte mit solch tragischer Kraft geladen hat.“, Brian Gibson, Vue Weekly[16]

- „Bedächtig wie ein großer Mühlstein kommt der Film in Fahrt. […] Doch dann lässt er plötzlich eine Macht walten, die größer, schöner, besser ist als jeder Hass: die Vernunft. Damit weist Nichols’ Antwort weit über das Hinterland von Arkansas hinaus – tief hinein in alle Kriegs- und Krisenregionen dieser Welt.“, Julian Hanich, Der Tagesspiegel[3]

Mit den Stimmen von 1063 Zuschauern steht Shotgun Stories am 11. Februar 2009 in der IMDb bei 7,1 von 10 Punkten und bei hohen 92 Prozent bei 37 ausgewerteten Kritiken bei Rotten Tomatoes (86 Prozent von 7 Topkritikern), bei Metacritic wird der Film mit 76 Prozent bei 15 Kritiken geführt.

## Auszeichnungen und Nominierungen
Viennale 2007
- FIPRESCI-Preis[17][18]

Independent Spirit Awards 2008
- Nominierung John Cassavetes Award für Jeff Nichols, David Gordon Green und Lisa Muskat

Austin Film Festival 2007
- Feature Film Award in der Kategorie Narrative Competition für Jeff Nichols

Newport International Film Festival 2007
- Student Jury Award für Jeff Nichols

Seattle International Film Festival 2007
- New American Cinema Award für Jeff Nichols